# Chuck Eidson
Charles Patrick „Chuck“ Eidson (* 10. Oktober 1980 in Summerville, South Carolina) ist ein US-amerikanischer ehemaliger Basketballspieler. Er beendete 2014 seine Karriere, nachdem er zuletzt für UNICS Kasan in der osteuropäischen Unionsliga VTB auf Korbjagd ging.

## Karriere
Der 2,01 m große und 94 kg schwere Small Forward spielte von 1999 bis 2003 für die University of South Carolina und anschließend eine Saison in der unterklassigen NBA D-League für die Charleston Lowgators. Danach wechselte er nach Deutschland, wo er für die Gießen 46ers zwei Jahre lang aktiv war und 2005 zum wertvollsten Spieler der BBL gewählt wurde.
Während der Saisonvorbereitung für die Spielzeit 2005/2006 erlitt Eidson einen Kreuz- und Innenbandriss und fiel infolgedessen fast die gesamte Saison aus.
Dennoch wurde er ab 2006 für ein Jahr von SIG Strasbourg verpflichtet, wo er erstmals an einem europäischen Wettbewerb teilnehmen konnte.
Seit 2007 spielte er für BC Lietuvos Rytas in der Baltic Basketball League. Mit durchschnittlich 10,5 Punkten, 2,9 Rebounds und 2,7 Assists bei einer Einsatzzeit von rund 20 Minuten pro Spiel avancierte der Allrounder auch in Vilnius zu einer Stütze des Teams bei der Verteidigung der baltischen Meisterschaftstrophäe. Am 13. Juli 2009 unterschrieb Chuck Eidson für 2 Jahre bei dem europäischen Spitzenklub Maccabi Electra Tel Aviv in Israel. Nach 2 erfolgreichen Jahren in Israel unterschrieb Chuck Eidson am 4. Juni 2011 einen Vertrag über 4 Millionen Euro beim spanischen Spitzenteam FC Barcelona.

## Persönliches
Chuck Eidson ist seit 2005 mit seiner Frau Samantha verheiratet und hat Zwillinge. Sein Vater Pat Eidson ist ein erfolgreicher Jugendtrainer im US-amerikanischen Highschool-Basketball.

## Erfolge und Auszeichnungen
- BBL Most Valuable Player: Saison 2004/05
- BBL Best Offensive Player: Saison 2004/05
- BBL All-First-Team: Saison 2004/05, Saison 2005/06